# Spiegelbeeld (reflectie)

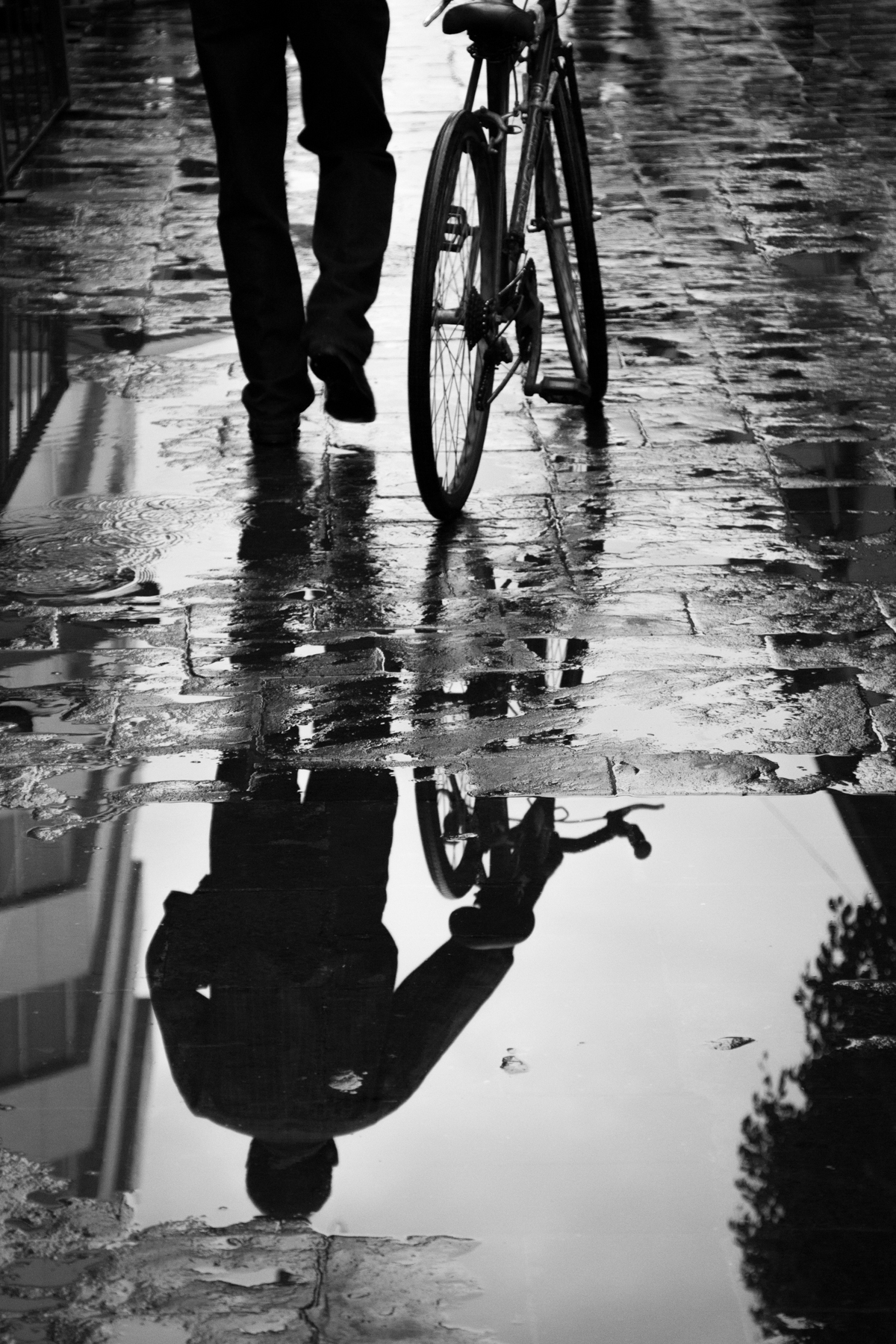
Spiegelbeeld van een fietser in een wateroppervlak op straat

Het spiegelbeeld is het beeld dat men ziet in een spiegel of een ander spiegelend oppervlak zoals een wateroppervlak. 
In abstracte vorm is in de meetkunde het spiegelbeeld van een object het beeld van dat object onder de meetkundige operatie van spiegeling in een vlak. In een vlak correspondeert het spiegelbeeld van een tweedimensionaal object, zoals een tekst of een afbeelding op papier, met het resultaat van de meetkundige operatie van spiegeling in een lijn. 
Als het meetkundige spiegelbeeld van een begrensd object op verplaatsing en draaiing na identiek is aan het origineel, zegt men dat het spiegelsymmetrisch is. Er is dan een vlak ten opzichte waarvan spiegeling ook wat betreft het ingenomen deel van de ruimte identiek is. Als het object onbegrensd is dan kan het ook gaan om glijspiegeling of draaispiegeling.
Kijkt men naar het spiegelbeeld van een object, dan zegt men dat men het object in spiegelbeeld ziet. Ook zonder daadwerkelijke spiegeling kan men iets in spiegelbeeld zien. Als een blad papier of ander enigszins doorzichtig voorwerp tegen het licht gehouden wordt, ziet men aan de achterkant het spiegelbeeld van de voorkant. Een vlak object toont aan de achterkant het spiegelbeeld van de vorm die men aan de voorkant ziet.

## Weerspiegeling van licht

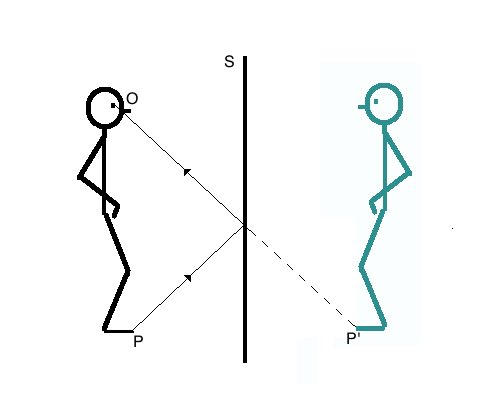
Reflectie of (weer)spiegeling van een lichtbundel op een vlakke spiegel (gerichte reflectie)

Een poppetje staat voor een verticaal opgestelde vlakke spiegel en kijkt naar z'n spiegelbeeld. Een lichtbundel PO van een punt P van zijn voet wordt door de spiegel weerkaatst en treft het oog O. Vanuit O gezien lijkt P zich op de positie P' achter de spiegel te bevinden.

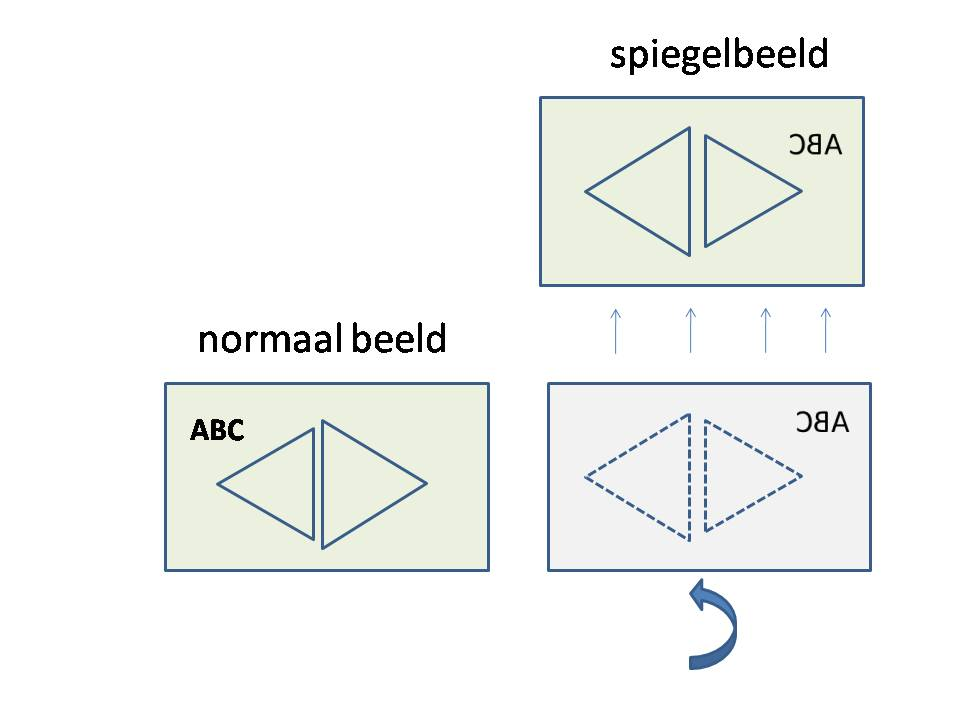
Links: normaal beeld van figuur. Rechts: beeld van figuur die naar de spiegel toe is gedraaid: de spiegel verwisselt voor- en achterzijde (gestippeld) van figuur.

## Objecten die elkaars spiegelbeeld zijn
Als een object geen spiegelsymmetrie heeft wordt het chiraal genoemd. Van twee chirale objecten die elkaars spiegelbeeld zijn zegt men ook wel dat deze enantiomorf zijn.
Het begrip spiegelbeeld hoeft niet alleen betrekking te hebben op wat men ziet: als wordt gezegd dat twee objecten elkaars spiegelbeeld zijn heeft dat ook betrekking op het inwendige van de objecten.
Van een gegeven object zijn al zijn spiegelbeeldige objecten onderling hetzelfde, onafhankelijk van het spiegelvlak, in die zin dat het ene na draaien en verplaatsen hetzelfde is als het andere. Als het achiraal is (niet chiraal, dus met spiegelsymmetrie) is het ook hetzelfde als het origineel.
Als een chiraal object bij benadering spiegelsymmetrie heeft in een bepaald vlak dan lijkt zijn spiegelbeeld, ook weer op verplaatsing en draaiing na, op het origineel. De verschillen zijn het kleinst bij spiegeling in het genoemde vlak. Een mens is bijvoorbeeld (vooral aan de buitenkant) ongeveer symmetrisch in het mediane vlak. Het spiegelbeeld dat iemand in een spiegel waar hij recht voor staat van zichzelf ziet lijkt daarom op hoe iemand die tegenover hem staat hem ziet (rotatie over 180° in een verticale lijn vergeleken met spiegeling in het verticale vlak van de spiegel komt neer op spiegeling in het mediane vlak, dus verwisseling van links en rechts).
Als echter bijvoorbeeld twee auto's met elkaar worden vergeleken, is de normale rijrichting een belangrijke referentierichting: als de auto's ongeveer elkaars spiegelbeeld zijn bij voor/achter-spiegeling, zal men niet zeggen dat ze bijna gelijk zijn maar een verschillende rijrichting hebben. Men zal eerder het uiterlijk bij dezelfde rijrichting vergelijken.

## Twee haaks geplaatste spiegels
Als men twee verticale spiegels onder een hoek van 90° ten opzichte van elkaar plaatst, creëert elk van de beide spiegels een spiegelbeeld van het spiegelbeeld van de andere. Daardoor zijn links en rechts niet verwisseld en ziet men zichzelf zoals een ander dat doet. Van de hand van Arvo Pärt is Spiegel im Spiegel voor (alt)viool en piano. <De titel van het stuk komt uit het Duits en betekent letterlijk "spiegel(s) in de spiegel".  De titel verwijst naar het oneindige beeld dat ontstaat wanneer men kijkt in 2 tegenover elkaar opgestelde spiegels.>

## Geschreven tekst

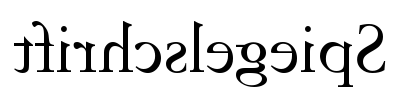
Een tekst in spiegelbeeld is moeilijk te lezen. Hier staat: 'Spiegelschrift' in spiegelbeeld.

Een gespiegelde tekst is moeilijk te lezen, omdat niet alleen de zin (en leesrichting) maar ook de lettervormen zijn omgeklapt. Een beroemd gebruiker was ontwerper Leonardo da Vinci. 
Als iemand in zijn achteruitkijkspiegel een tekst op de voorkant van een achterligger bekijkt, dan is bij de tekst vergeleken met wat men ziet als men naar de auto toestaat, links en rechts verwisseld (het verschil tussen spiegeling in een verticaal vlak dwars op de weg en rotatie van de waarnemer om een verticale as is spiegeling in een verticaal vlak in de wegrichting, zie de eigenschappen van spiegeling). Als het nuttiger wordt geacht de tekst gemakkelijk in de achteruitkijkspiegel te kunnen lezen, dan als opzij kijkende voetganger die wil oversteken, is het zaak voor de spiegeling te compenseren door de tekst gespiegeld aan te brengen.
Als een tekst op een poster aan de muur of op een computerscherm gespiegeld is, is er een praktisch verschil tussen spiegeling in een horizontaal en in een verticaal vlak. Als het gaat om een vel papier of een tabletcomputer dan kan men het een in het ander veranderen door eenvoudig het vel of de tablet om te draaien. Vaak zal men de bovenkant boven houden, zodat het spiegelbeeld wordt ervaren als verwisseling van links en rechts. Het omgekeerde kan ook, afhankelijk van wat men minder lastig vindt lezen.

## Toepassingen
Voor het vervaardigen van een ets of een kopergravure wordt de voorstelling juist in spiegelbeeld aangebracht op de ets- of koperplaat. Een persoon houdt bijvoorbeeld een pen met de linkerhand vast. Bij de latere afdruk is alles weer omgekeerd: de persoon is nu rechtshandig geworden.
Affiches voor in een lichtbak worden soms (ook) aan de achterkant in spiegelbeeld bedrukt –tegendruk.
Voertuigen hebben soms een tekst in spiegelbeeld voorop, om te worden gelezen door de voorligger in de achteruitkijkspiegel (zie ook boven).

## Het spiegelbeeld van een vectorveld
Het spiegelbeeld van een vectorveld ten opzichte van een lijn in 2D of een vlak in 3D is een vectorveld dat aan de gespiegelde P' van elk punt P de gespiegelde toevoegt van de vector die het eerste vectorveld aan P toevoegt. Dit komt eenvoudig overeen met het feit dat figuren waarin de vectoren zijn ingetekend, voor beide vectorvelden elkaars spiegelbeeld zijn.
Dienovereenkomstig is spiegelsymmetrie van een vectorveld gedefinieerd.

## Het spiegelbeeld in de kunst

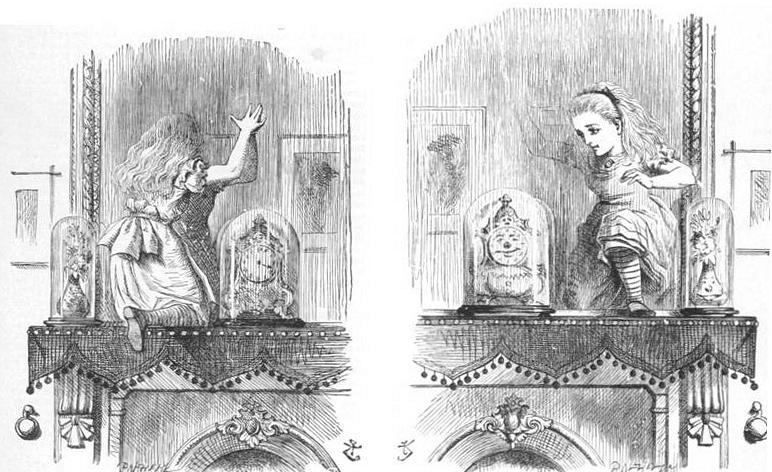
Fantasie: Alice stapt in de spiegelkamer door de spiegel in een compleet gespiegelde wereld.

Het gebruik van het spiegelbeeld in de kunst is al oud. In de Griekse mythologie werd Narcissus verliefd op zijn eigen spiegelbeeld. Soms worden aan het spiegelbeeld bijzondere eigenschappen gekoppeld. Zo zou het een blik in een andere wereld geven. Lewis Carroll gebruikte dit gegeven in Through the Looking-Glass, het vervolg op Alice in Wonderland. In de wereld achter de spiegel die Alice binnentreedt, gebeurt alles omgekeerd. De litho Drie Werelden van Maurits C. Escher (1955) toont reflectie van bomen op, doorkijk naar een karper onder, een kalm wateroppervlak met bladeren. Zie ander, abstract werk in het platte vlak, bijvoorbeeld deze glas-in-loodcompositie.
Een sprookje waarin een spiegel een grote rol speelt is Sneeuwwitje. De stiefmoeder van Sneeuwwitje vraagt aan haar toverspiegel wie de schoonste van het land is en ontsteekt in woede, als de spiegel naar waarheid antwoordt dat dit Sneeuwwitje is en niet zijzelf. De spiegel wordt op vergelijkbare wijze gebruikt in het lied Spiegelbeeld van Willeke Alberti. De eerste regels van dit lied luiden:
Spiegelbeeld vertel eens even
Ben ik heus zo oud als jij
Is het waar, ben ik twintig
Is m'n tienertijd voorbij
'k Ben wel jong maar ik ben toch niet zo jong meer als ik was
'k Ging zo graag nog een keertje
Terug naar de klas
Het gegeven dat de spiegel de soms harde werkelijkheid laat zien wordt vaker gebruikt in literatuur en andere kunstvormen, waaronder films. Zodra het spiegelbeeld de realiteit laat zien, wordt de droom vaak verkozen boven de werkelijkheid en wordt het spiegelbeeld vernietigd door de spiegel te breken of een steen in de vijver te gooien.

## Tot slot
Alleen van mensapen (mensen en bonobo's), dolfijnen nl. tuimelaars en Aziatische olifanten is het bewezen dat ze hun eigen spiegelbeeld herkennen.